# Fyziologické poškození rostlin

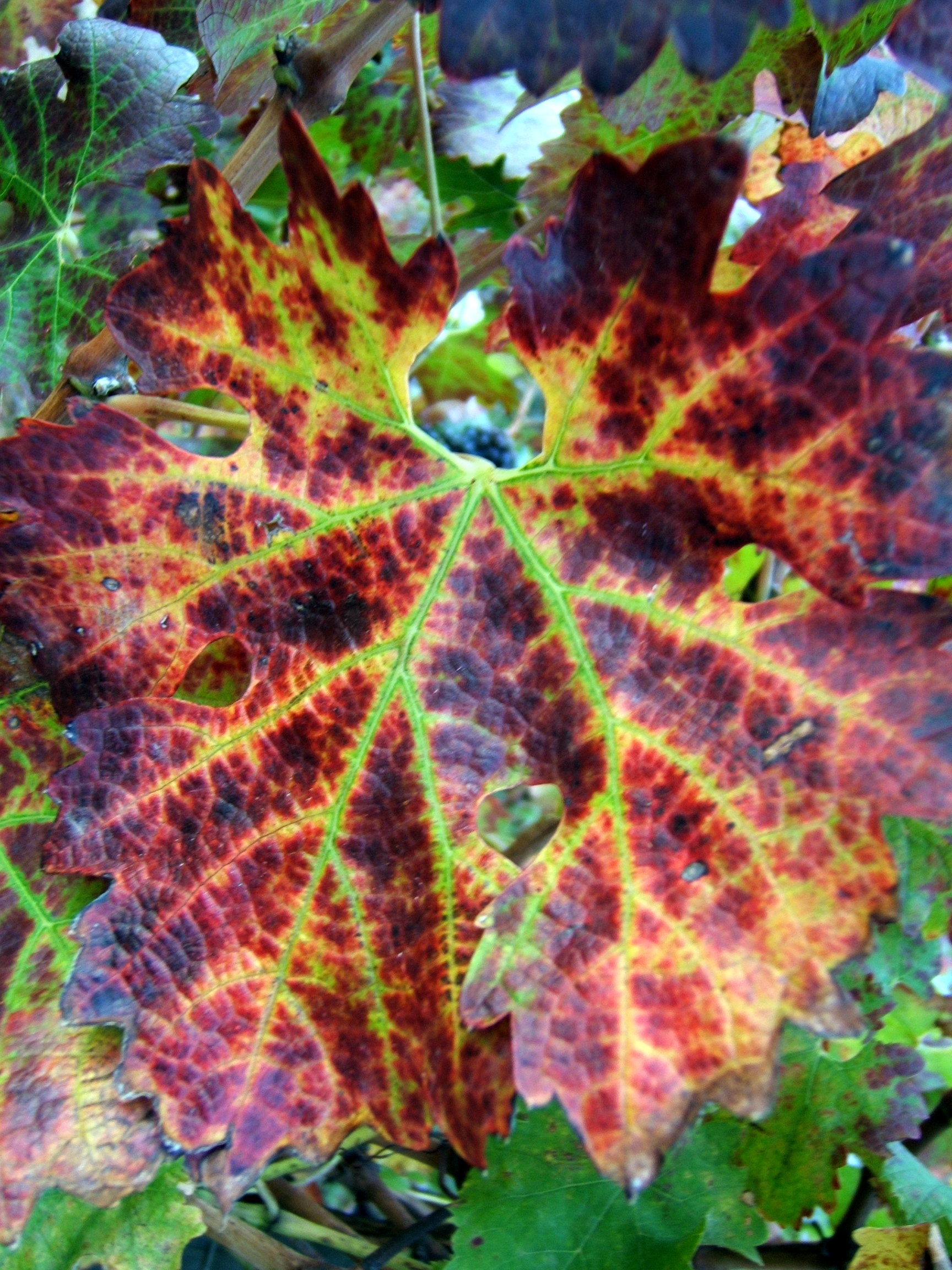
Nedostatek mikroprvků, vinná réva.

Fyziologické poškození rostlin je označení pro neinfekční, neparazitické poškození rostlin, vzniklé působením abiotických podmínek. Je sem řazen nedostatek nebo nadbytek vody a působení na rostlinu, nedostatek a nadbytek světla, vysokých nebo nízkých teplot, poškození větrem, hnojivy anebo přípravky na ochranu rostlin a podobně. Fyziologická poškození rostlin studuje rostlinolékařství (ochrana rostlin) v oboru abionozologie.
Abionozologie řadí genetické abnormality a poruchy výživy mezi „poruchy rostlin“, nikoliv mezi fyziologická poškození. Abionozologie rovněž řadí mechanická poškození pletiv rostlin způsobená při pěstitelských zásazích do skupiny „poranění rostlin“.

## Vznik fyziologického poškození rostlin
Rostlina preferuje určité rozpětí faktorů prostředí, tzv. ekologickou amplitudu, má ekologickou valenci. Tyto podmínky umožňují její existenci a schopnost rozmnožovat se. Tyto podmínky mohou být pro různé druhy rostlin značně odlišné.
Každý jednotlivý faktor prostředí se může stát limitujícím, jestliže dojde k přílišnému poklesu či nárůstu jeho kvantity či intenzity. při takovém poklesu nebo nárůstu může docházet k fyziologickému poškození. I pokud k poškození nedochází, při vychýlení z optimálního stavu často dochází k oslabení schopnosti přežít nebo a rozmnožovat se, nebo k omezení odolnosti proti napadení nebo infekci.
Zákon minima: Růst a vývoj rostlin (organismů obecně) je limitován faktorem, který je na stanovišti v minimu 

Zákon substituce faktorů: Do určité míry může jeden faktor prostředí nahradit druhý.

## Abiotický stres
Stresem je u rostlin označována situace, kdy je ohrožena biotickým (infekce) nebo abiotickým (sucho) faktorem prostředí.
Stres pro rostlinu je obecně nepříznivý stav, vyvolaný působením činitele zvaného stresor. Stres vyvolá stresovou reakci, což je aktivace obranných mechanismů. U rostlin může být stresorem např. zaplavení, nedostatek živin, příliš vysoká ozářenost, nízké teploty a podobně. Často je stres způsoben nedostatkem nebo naopak nadbytkem nějakého potřebného a běžného faktoru (sucho, déšť, světlo…). Stres je běžnou součástí života všech rostlin, mají proto mechanismy, jak se s ním vypořádat. Ukotvenost rostlin na stanovišti navíc neumožňuje před stresem uniknout, proto musí být vybaveny zvláště účinnými obrannými mechanismy a schopností regenerace, která vyplývá z totipotence rostlinných buněk.
Adaptací (postupným přivykáním) lze zvýšit odolnost rostliny vůči stresoru (např. nízké teploty, sluneční záření). Obecně platí, že čím pozvolnější adaptace, tím lépe. Jednotlivé druhy stresu se spolu často kombinují a případně své působení umocňují, např. stres ze zasolení je v případě sucha ještě umocněn stresem z nedostatku vody. Také protistresová opatření se často kombinují a působí proti více druhům stresu, např. vadnutí je způsobeno nedostatkem vody, ale je reakcí jak na nedostatek vody (snížení transpirace), tak na nadměrné ozáření (snížení vystavení se záření).
Reakci na stres lze rozdělit do těchto fází:
- poplachová – rostlina za pomoci svých receptorů (např. fotosenzory) zjistila přítomnost stresoru
- restituční – aktivace obranných mechanismů
- rezistenční – rostlina přežívá za pomoci obranných mechanismů
- přežití nebo smrt z vyčerpání

Abiotické stresory lze dělit například podle povahy stresorů:
- fyzikálně-chemické (teplo, záření, voda, plyny, soli, ionty, pesticidy)
- mechanické (síla, tlak)

Podle původu stresorů:
- kosmické (sluneční záření)
- atmosférické (kyslík, oxid uhličitý, polutanty)
- hydrosférické (voda)
- pedosférické (soli, ionty, pH)

Podle doby poškození rostlin stresorem
- během vegetace
- v průběhu sklizně
- po sklizni a během skladování

Reakce na stres je ovšem specifická a jsou zde také odlišnosti v citlivostí ke stresorům, dané adaptacemi rostlin. Jsou druhy nebo i odrůdy náchylné či odolné k určitým chorobám nebo fyziologickým poškozením.

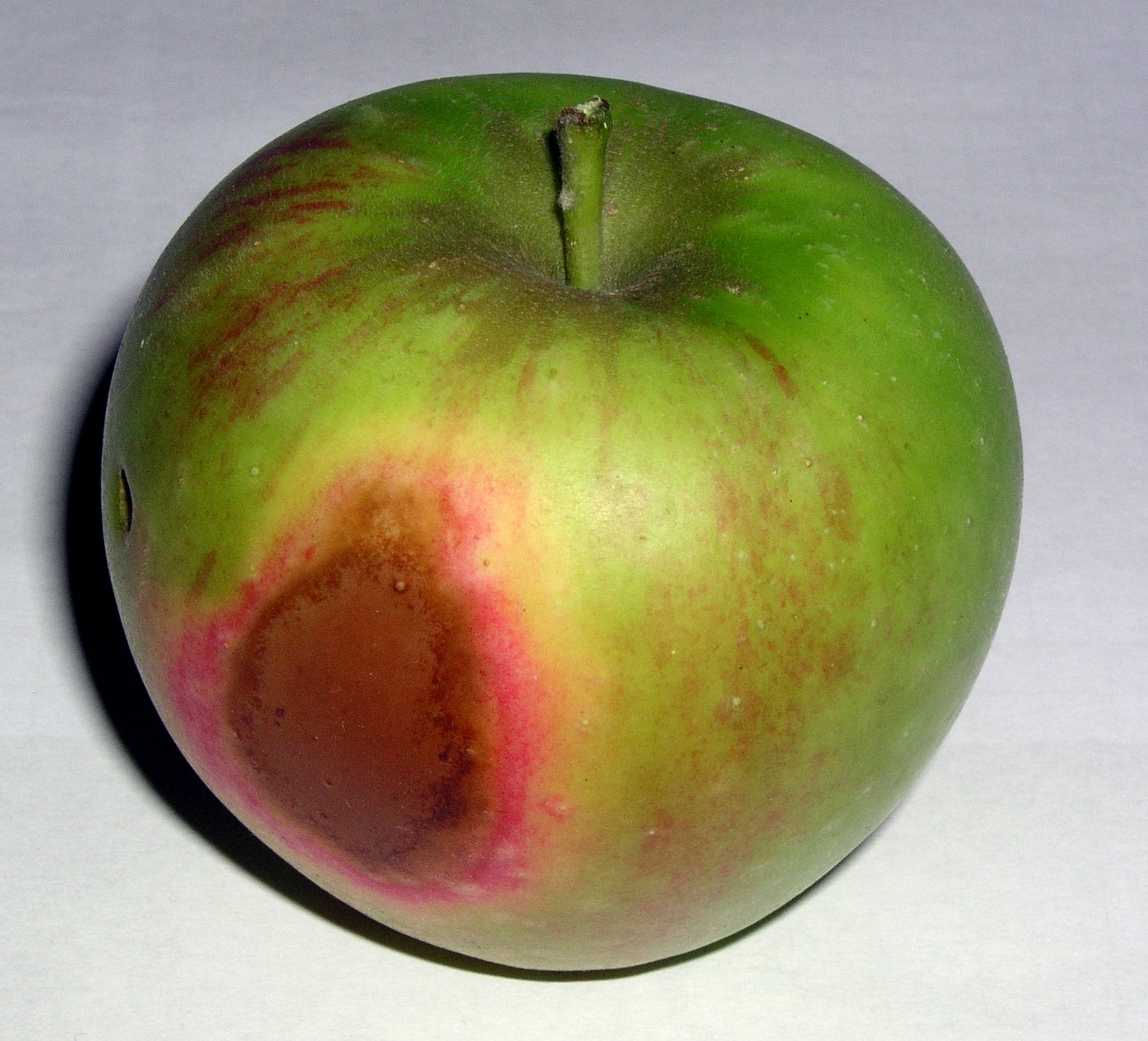
Plod jabloně poškozený slunečním zářením.

## Poškození slunečním zářením
Nadbytkem slunečního záření nebo působením slunečního záření na neotužilou rostlinu fyziologické poškození tkání. K poškození rostlin může dojít i nedostatkem slunečního záření. Náchylnější k poškození rostlin slunečním zářením jsou stínomilné nebo pokojové rostliny. Poškození rostlin slunečním zářením je také nazýváno běžně sluneční úpal nebo úžeh.
Světelné spektrum obsahuje paprsky rozdílné vlnové délky, které působí na rostlinu různě. Ultrafialové sluneční záření má vlnovou délku menší než 390 (400) nm. U rostlin stimuluje větvení stonku, ale zřetelně omezuje dlouživý růst, dochází ke zvětšování listů, při větším působení je omezena fotosyntéza, urychleno stárnutí rostlinných pletiv.

### Různost nároků na světlo
Rostliny se ve svých nárocích na světlo značně liší. Lze je dělit do tří základních skupin podle schopnosti fotosyntézy při určité hustotě světelného toku:
- heliofytní (heliofilní) – druhy preferující výsluní
- heliosciofytní (fotofilní) – druhy vyžadující mírné zastínění nebo polostín
- sciafytní (také scifilní, sciofytní atp.) – stínomilné druhy. [4] Při pěstování rostlin v nevhodných světelných podmínkách dochází k obvykle k fyziologickému poškození.

### Mechanismus poškození
Při vystavení rostlin slunečnímu záření nad kritickou hranici a dochází poškozování tkání které je nazýváno fotooxidační stres. Nadbytek světla může vést k poškození buněčných struktur zajišťujících primární fázi fotosyntézy nadbytkem energie. Dojde k tvorbě volných kyslíkových radikálů, které poškozují membrány. Příznakem jsou žlutohnědé až stříbřité papírově nekrotické skvrny na listech.Při nadbytku světla často dochází k přehřátí rostlin a následnému poškození vysokou teplotou.
Stav kdy dochází vlivem nízkého slunečního záření k změnám v tkáních rostlin se nazývá etiolizace. Nadbytek a nedostatek světla může způsobit úhyn rostliny.

## Poškození nadbytkem a nedostatkem vody
Voda je nezbytná pro metabolismus rostliny. Voda je v prostředí rostlin obsažena obvykle především v půdě. Rostliny získávají vodu obvykle z půdy kořeny, někdy ale přijímají vodu i ze vzduchu, vzdušnými kořeny. Nižší rostliny přijímají vodu celým povrchem těla.
Rostliny podle nároků na vodu lze rozdělit na:
- hydrofyty (hydatofyta) – vodní rostliny
- hygrofyty – rostliny zamokřených půd
- aerofyty – suchozemské rostliny
- mezofyty – rostliny s průměrnými nároky na příjem vody
- xerofyty – rostliny s nízkými nároky na příjem vody

Dostupnost vody pro rostlinu je dána jejím obsahem v půdních kapilárách a schopností jimi vzlínat. Rozmezí mezi těžce a lehce pohyblivou kapilární vodou udává tzv. lentokapilární bod; při poklesu pod jeho hodnotu je voda pro rostlinu nepřístupná.
Termínem označujícím zásobení půdy vodou je tzv. bod vadnutí, jenž je stanoven na hodnotu sacího tlaku pF 4,19 a udává vlhkost půdy, kdy jsou rostliny vystaveny trvalému nedostatku vody, tedy vadnou. Rostlina během obvyklých procesů vydává vodu, při nedostatku vody v půdě může být rostlina vystavena tzv. vodnímu stresu, pokud vydává více vody, než přijímá.
Fyziologické sucho označuje stav, kdy je voda v půdě pro rostlinu nepřístupná (vázaná nebo třeba i zmrzlá) a rostliny ji nemohou přijímat, trpí nedostatkem vody.
Nadbytek vody je většinou dán dlouhodobým nadbytkem vody v půdě, tedy špatným poměrem půdního vzduchu a vody v půdě (zamokření ale i vysoká hladina spodní vody). Obvykle způsobuje především poruchy zásobení kořenů kyslíkem, což způsobuje změny metabolismu a hromadění se toxinů, tzv. udušení kořenů neboli asfyxii. Poškození je často doprovázeno hnilobami a napadením patogeny. Někdy dochází ke kombinaci stresorů, například ke kombinovanému poškození vysokou vlhkostí půdy a vysokou teplotou půdy, což se projevuje náhlým odumřením rostliny.
Kolísání zásobování vodou vede někdy k poškození plodů, kořenů a dalších částí rostlin, jenž je nazýváno růstové rozprasky.

## Poškození teplem nebo chladem
Poškození teplem je fyziologické poškození rostlin způsobené nadbytkem tepla, nebo působením tepla na neotužilou rostlinu. Poškozením rostlin nízkou teplotou, nedostatkem tepelné energie, je nazýváno poškození chladem. Vysokou nebo nízkou teplotou mohou být poškozeny všechny druhy rostlin. Poškození rostlin maximální nebo minimální teplotou je specifické pro daný druh nebo i rostlinu (v daném stavu), jde tedy o relativní pojmy. Teplota, která u určitého druhu způsobu přehřátí, u jiného způsobí poškození chladem.
Rostliny jsou různě náročné na teplo. Náročnost nebo nenáročnost lze uvažovat pouze jako relativní, a to z hlediska rozsahu teploty prostředí, ve které je daný druh rostliny schopen existovat a rozvíjet se.
Rostliny lze rozdělit podle požadavků na teplotu na:
- termofyty – preferující trvale teplá stanoviště (teplomilné druhy)
- psychrofyty – preferující trvale chladná stanoviště (chladnomilné druhy)
- kryofyty – rostliny snášející trvale nízké teploty (někdy rostoucí i na sněhu)

Poškození mnohdy způsobuje překročení minimální nebo maximální teploty které v daném stavu (fenofázi) rostlina snese. Rostliny lze rozdělit podle tolerance k rozpětí teplot (bez ohledu na jejich výšku) na:
- eurytermní – snášející širší rozpětí teplot
- stenotermní – vázané na úzký rozsah teplot

### Poškození teplem
Překročení maxima daného pro určitou fenofázi může způsobit u neotužené rostliny přehřátí organismu rostliny. Vysoké teploty mohou způsobovat celou řadu různých příznaků poškození, jako jsou změny zbarvení poškozené části rostliny, změny tvaru orgánů rostliny, opad listů, změny fertility pylu a jeho životnosti, nebo změny pohlavnosti květů. Může docházet k nekrotickým poškozením listů a stonků, kmenů při náhlých změnách teploty. Nebezpečné je kolísání vysokých a nízkých teplot během zimy.
Nejcitlivější k vyšším teplotám jsou nové tkáně a mladé rostliny. Odolnost rostliny vůči vyšší teplotě se mění během dne, dopoledne je nižší než odpoledne.
Během přehřátí se rostlina dostává do tzv. stavu strnulosti, kdy je narušen její normální růst. Vysoká teplota působí poškození rostlin většinou spolu s jinými faktory prostředí, zejména nadměrným světlem, suchem, nedostatkem kyslíku, silným větrem a podobně.
Teplota rostlin bývá o 2–8 °C vyšší než teplota vzduchu, při oslunění, bezvětří a nízké transpiraci o 10–20 °C, neboť transpirace rostlinu významně ochlazuje.
Velmi důležitým faktorem pro míru poškození je doba trvání vysokých teplot a spolupůsobení s dalšími faktory, jako je například silný vítr, znečištění vzduchu polutanty a sluneční záření. Obvykle je těžké odlišit poškození teplem od poškození slunečním zářením. Velmi snadno dochází k poškození pěstovaných rostlin ve sklenících.
Vyšší než optimální teplota půdy může brzdit klíčení semen nebo poškozovat kořenový systém klíčních rostlin, dochází také k nekrózám kořenového krčku.

### Poškození chladem
Stav kdy dojde k vystavení rostlin nízké teplotě pod kritickou hranici a dochází poškozování tkání nízkými teplotami (9 °C) je nazýván chladové poruchy. Stav kdy dochází vlivem nízkých teplot k tvorbě ledu v tkáních a poškozování rostlin mrazem se nazývá mrazové poškození a poškození mrznutím. Citlivost rostlin k mrazu a chladu se může výrazně lišit.
Poškození chladem vyvolává fyzikální a fyziologické změny obvykle při působení teplot mezi 15 °C a 0 °C, nebo působením teplot nad bodem mrazu 0 °C (do 9 °C).
Při chladových poruchách jsou poškozeny vlastnosti buněk, dochází k narušení procesu vyzrávání tkání, rovnováhy příjmu vody a energetické bilance. Poškozené tkáně později hnědnou a rostliny jsou náchylné k napadání patogeny.
Při poškození mrazem dochází již k tvorbě ledu v buňkách za teploty pod bodem mrznutí vody a dochází k odumírání nadzemních orgánů vlivem fyzikálního poškození ledem a nedostatku vodu. Když množství zmrzlé vody překračuje 70–90% nasycení buňky, dochází k nevratnému poškození.

## Poškození rostlin povětrnostními vlivy
Poškození rostlin povětrnostními vlivy patří mezi envirnomentální poranění rostlin, mezi něž je mimo meteorologické a klimatické faktory řazeno i poškození ohněm. Poškození rostlin působením některého z meteorologických prvků je jedním z nejčastějších abiotických poškození rostlin. K škodám může docházet v různých obdobích roku a způsobené škody často nelze předem eliminovat.
Meteorologické vlivy u poškození rostlin lze dělit podle:
- povahy meteorologického jevu – vítr, krupobití;
- délky trvání určitého stavu – přeháňky, vytrvalý déšť;
- intenzity jevu – přívalový déšť, vichřice;
- doby výskytu.

Poškození větrem bývá rozuměno poškození prouděním vzduchu v atmosféře. Mezi podstatné vlastnosti proudění vzduchu s ohledem na poškození rostlin patří jeho směr, rychlost a teplota, tedy ochlazovací účinek. Silný vítr spolu s teplem, nebo slunečním zářením může vést k nadměrné transpiraci, vítr nebo jím nesený materiál může mechanicky poškozovat pletiva rostlin.
Poškození stromů bleskem se projevuje zjevným rozštípnutím kmene, vertikálně poškozenými pletivy. Bleskem poškozené rostliny lze najít kolem místa úderu, často poblíž konstrukcí a kovových vedení. Poškozené rostliny postupně vadnou a odumírají.

### Poškození rostlin srážkami
Poškození rostlin srážkami je obvykle mechanické poškození rostlinných pletiv. Poškození rostlin deštěm je nejčastěji způsobeno prudkými lijáky, kdy dochází zejména k poléhání rostlin. Přímé škody na rostlinách mohou spočívat také v poškození květů (například růže, květy většiny odrůd opadávají) a plodů (například jabloně, plody vlivem náhlého nadbytku vody poškozeny, sklovitost jablek). Déšť může způsobovat rozklesnutí koruny u jehličnanů. Poškození kroupami jsou obvykle patrné na jedné straně rostlin. Hlavními příznaky jsou roztřepené listy, poranění na větvích, ulámané větvičky, poničené květy a plody a mladé rostliny. Dlouhotrvající sněhová pokrývka může způsobit deformace porostů a podpořit vývoj houbových chorob. Sněhová pokrývka může vyvolat u jehličnanů změny tvaru koruny, lámání, vývraty.

## Poškození rostlin polutanty
Poškození rostlin polutanty je poškození, které vzniká působením plynné, tekuté či pevné chemické látky, jenž je svým vznikem nebo složením cizorodá soustavám živých organismů. Polutanty mohou být antropogenního nebo přírodního původu. Mezi typické znečišťující látky patří oxid uhelnatý, oxid uhličitý, oxid siřičitý, freony, polyaromatické uhlovodíky nebo oxidy dusíku. Mezi časté zdroje znečištění patří průmysl (bodové zdroje), lidská sídla (plošné zdroje) a dopravní prostředky (liniové zdroje). Na mnoha místech působí společně více znečišťujících látek, které tak mají vyšší nebo komplexnější účinek (synergismus).Obecně lze rozdělit látky způsobující znečištění na emise a imise, nebo na plynné, kapalné a tuhé látky. Na rostlinu znečištění působí buď přímo poškozováním pletiv, nebo nepřímo ovlivňuje a poškozuje půdní nebo vodní prostředí. Škodlivost závisí na citlivosti rostlin, chemické povaze znečištění, koncentraci a délce působení emisí a případně kombinaci různých emisí.
Plynné emise na rostlinu působí přímo, pokud pronikají do rostliny průduchy, nebo působí nepřímo, pokud pronikají do půdy a rostliny je přijímají kořeny. Kapalné emise jsou tvořeny aerosoly škodlivých látek, zejména oxidů síry, oxidů dusíku a dalších anorganických nebo organických sloučenin. Tuhé emise se šíří jako polétavý prach (suspenze pevných látek a plynů) nebo aerosol (směs plynných, pevných a tekutých látek).

## Poškození rostlin půdní reakcí
Poškození rostlin půdní reakcí, pH půdy, je fyziologické poškození rostlin způsobené působením kyselostí nebo zásaditostí půdy na neotužilou rostlinu, nebo omezením příjmu některých živin vlivem pH. Nevhodnou aciditou půdy mohou být poškozeny všechny druhy rostlin. Citlivost rostlin k určitému pH půdy se může výrazně lišit, některé druhy jsou acidofilní, jiné bazifilní. Bazifilní rostliny preferují půdy s vyšším obsahem vápníku. Zásaditá půdní reakce je dána především vysokým obsahem uhličitanu vápenatého. Jsou u jednotlivých rostlin různé. Nevhodné pH půdy může vést k odumření rostliny.
Symptomem nevhodné pH jsou obvykle chlorózy, zakrnělost, popálení listů, vadnutí. Nevhodné pH půdy často omezuje schopnost rostliny přijímat některé živiny. Vysoké nebo nízké pH půdy bývá někdy v souvislosti s nadbytkem vody v půdě a projevuje se u některých rostlin dříve jako poškození vlivem nedostatku půdního vzduchu.

### Rostliny podle nároků na pH půdy
Rostliny lze rozdělit do skupin podle nároků na pH půdy:
- acidofilní rostliny (acidofyty) vyžadují kyselé půdy s pH nižším než 6,7 do této skupiny patří například pěnišníky, vřesovcovité.
  - silně acidofilní rostliny preferují pH 3,5–4 (kostřava ovčí, brusnice borůvka)
  - silně acidofilní rostliny preferují pH 4,1–4,5 (vřesovec)
  - acidofilní rostliny preferují pH 4,5–5,4 (vlčí bob)
  - slabě acidofilní rostliny preferují pH 5,5–6,4 (žito, pohanka, brambor).
- neutrofilní rostliny (neutrofyty) lze najít na lokalitách s víceméně neutrální půdní reakcí (okolo pH 7). Pro většinu rostlin je optimální pH 6–7,5.
- bazifilní rostliny (alkalofyty, alkalofilní, bazifyt) vyžadují půdy s pH větším než 7,2 (např. lomikámen vždyživý (Saxifraga paniculata), dryádka osmiplátečná (Dryas octopetala), okrotice červená (Cephalanthera rubra), kruštík tmavočervený (Epipactis atrorubens) aj.).

## Poškození rostlin zhutnělou půdou
Citlivost rostlin k zhutnělé půdě se může výrazně lišit, ale od jisté míry je zhutnění půdy negativním faktorem pro všechny druhy rostlin. Vlivem utužení půdy způsobeného přirozeně nebo lidskými vlivy dochází k snížení obsahu půdního vzduchu, poškození struktury půdy a snížení hydraulické vodivosti půdy.
Deformace kořenového systému podobné vlivu zhutnění půdy lze pozorovat při pěstování rostlin v omezených nádobách, květináčích. Zhutnělá vrstva půdy se v zemědělství obvykle nachází v hlubším podorničí.
Vlivem povětrnostních podmínek nebo závlahy se vytváří na povrchu půdy půdní škraloup, který je vrstvičkou zhutnělé půdy. Omezuje klíčení semen a výměnu půdních plynů.

## Poškození rostlin zasolením půdy
Zasolené, slané, půdy jsou fyziologicky suché v důsledku zvýšené osmotické vazby vody. Negativně působí i vysoká hladina chloru, který nebývá rostlinami obvykle dobře snášen. Příčinou zasolení, mimo přirozeně vzniklá slaniska, je používání zimních posypů a zavlažování.
Působení nadbytku chloridu sodného se u rostlin projevuje omezením růstu, odumřením pletiv listů, a poškozením kořenového systému. Postupně dochází k oslabování rostliny, odumření částí a celé rostliny. Na zasolených půdách bývá nízký obsah draslíku, vysoký obsah vápníku a fosforu, takže se zvyšuje pH.

## Poškození rostlin nedostatkem nebo nadbytkem živin
Nadbytek nebo nedostatek živin, nevyvážená výživa vede k vážným poškozením vývoje rostlin a má přímý vliv na napadení rostliny patogeny nebo teplotní poškození. Rostliny přijímají živiny především kořeny, avšak mohou je přijímat i listy, pomocí listové výživy. Při nevhodném pH půdy či vlivem jiných faktorů, avšak při relativním dostatku živiny v substrátu může být schopnost rostliny přijímat některé živiny výrazně omezena.
Živiny během biochemických procesů v rostlině na sebe vzájemně působí:
- synergicky – jeden iont může zvýšit příjem a metabolické využití jiného (zpravidla anionty a kationty),
- antagonisticky – jeden iont omezuje příjem a metabolické využití jiného (aniont/aniont nebo kationt/kationt),

Symptomy nedostatku živin jsou různé u jednotlivých živin. Některé symptomy jsou typické, jiné lze vzájemně zaměnit, další jsou podobné i chorobám vyvolaným patogeny, jiné jsou latentní. Častým symptomem je chloróza. Spolehlivě lze příčiny poškození určit laboratorně.
Význam živin pro pěstitele tkví v udržení kondice rostliny a tedy odolnosti vůči patogenům a poškození, ale především ve zvýšení výnosu. V případě víceletých plodin ovlivňuje dostupnost živin jejich životnost.

### Nedostatek živin

#### Nedostatek dusíku
Projevuje se slabým růstem rostlin, rostliny jsou malé. Podle stupně nedostatku dusíku se mění barva nejstarších listů od bledě zelené do žluté. Nedostatek dusíku v rostlině může nastat vlivem nevhodných půdních poměrů a jeho příjem rostlinou může být výrazně omezen vlivem antagonostických prvků nebo celkově nedostatkem výživy.
Při silném nedostatku dusíku list odspodu odumírá. Listy nižších pater obyčejně trpí nedostatkem dusíku dříve, protože dusík je přednostně transportován rostlinou na místa růstových vrcholů a do semen a květů. Při nízkém příjmu dusíku jsou listy světle zelené, tvrdé, vzpřímené, je vystouplá nervatura. Nedostatek dusíku někdy vede ke klamnému dojmu rychlého dozrávání. Při nedostatku dusíku se kořeny málo větví a rostou do délky. Poměr hmoty kořenů ku nadzemní biomase se zvyšuje. Květy jsou malé, špatně vybarvené. Rostliny omezují a předčasně ukončují růst, pletiva předčasně vyzrávají.

#### Nedostatek fosforu
Projevuje se slabým růstem rostlin, zpomaluje se růst nadzemních orgánů rostliny, zpožďuje se vývoj pupenů, plody a květy předčasně opadávají a nedostatek fosforu nepříznivě působí i kořeny. Listy jsou malé a starší postupně odumírají. Fosfor je v půdě vázán, je výrazně málo pohyblivým prvkem v půdě, příjem fosforu rostlinou může být ale výrazně omezen vlivem antagonistických prvků nebo celkově nedostatkem výživy.

#### Nedostatek draslíku
Projevuje se deformacemi listů, svinováním listů, okrajovými nekrózami a zkracováním internódií. Rostlina s nedostatkem draslíku hůře hospodaří s vodou a je ohroženější k napadení patogeny. Vzhledem k vlivu na hospodaření s vodou nedostatek draslíku u rostlin výrazně ovlivňuje řadu metabolických a fyziologických funkcí, které jsou spojené s poklesem výnosu i jeho kvalitou. Je snížena odolnost rostlin proti nízkým teplotám, suchu a podobně.
Chloróza se projevuje nejdříve na mladších, později na starších listech, okraje působí dojmem sežehnutí, nekrózy růstových vrcholů.

#### Nedostatek vápníku
Na mladých listech se stáčejí okraje a vrcholy se stáčejí nahoru, čepele listů jsou nepravidelné, skvrnité, hnědě sežehnuté, potrhané, častá je vrcholová hniloba plodů zejména u rajčat a paprik. Rostliny mohou být zakrnělé.
Kyselé a písčité půdy často obsahují méně vápníku. Nerovnoměrná vlhkost půdy a nadužívání hnojiv může také způsobit nedostatek vápníku. Fyziologická skvrnitost jablek také hořká skvrnitost jablek nebo pihovitost jablek je fyziologická porucha která se projevuje především na mladých bujně rostoucích stromech, je ale typická u některých odrůd jabloně (Jonathan).
U paprik a rajčat tato porucha ve výživě rostliny vápníkem nápadně postihuje plody a ty jsou pak zdeformované a na špičce plodu se objevuje černá nekrotizující skvrna. Porucha je někdy nazývána černání pupku rajčete.

#### Nedostatek hořčíku
Hlavním příznakem nedostatku hořčíku je chloróza nebo žloutnutí listů mezi nervaturou která zůstává zelená, což listům rostlin dodává mramorovaný vzhled. Při nedostatku draslíku se příznaky zesilují. Po delší době nedostatku hořčíku dochází k nekrózám listů.

#### Nedostatek síry
Ani pokud poklesne obsah síry pod její kritickou hladinu, neprojeví se obvykle na rostlinách symptomy deficience. Symptomem jsou světle zelené nebo světle žluté mladé listy v důsledku snížené tvorby chlorofylu. Lze zaměnit s nedostatkem dusíku.

#### Nedostatek železa
Nedostatek železa se projevuje zpravidla za horkého léta po deštivém jaru. Projevuje se obvykle jako chloróza listů. Vzhledem k tomu, že je železo významnou složkou chlorofylu, projevuje se nedostatek železa nedostatečnou tvorbou chlorofylu. Touto poruchou trpí často například vlčí bob a vápnobojné rostliny.
Nedostatek železa může být zaměněn s nedostatkem manganu nebo nadbytkem některých jiných složek výživy. Prvky jako vápník, zinek, mangan, fosfor, měď (antagonistické prvky) mohou učinit železo pro rostlinu nedostupné v případě, že jsou přítomny ve větším množství z běžných živin takto působí například nadbytek fosforu.

#### Nedostatek zinku
Příznakem nedostatku zinku je extrémní zakrnělost, mezižilková chloróza, později nekróza a fialové zbarvení, odumírání vzrostných vrcholů. Listů je málo, jsou růžicovitě nahloučené. U jabloně, peckovin a révy způsobuje tzv. malolistost, listy jsou často asymetrické s nádechem do fialova, u kukuřice zbělení listů. Nadbytek zinku způsobuje chlorózu.

#### Nedostatek manganu
Mezi rostlinami se projevují velké druhové rozdíly jak v nárocích, tak i ve schopnosti příjmu Mn z půdy. Nejběžnější je nedostatek manganu v zamokřených půdách, rašelinných půdách, mokřadech a humózních písčitých půdách a tam, kde jsou vysoké hladiny organické hmoty. Mangan může být nedostupný pro rostliny také v místech, kde je pH příliš vysoké, na vápenatých půdách je vázán v nedostupných formách. Vápnění upravuje pH a tím snižuje i obsah vodorozpustných forem manganu v půdním roztoku.
Symptomem je mezižilková chloróza na mladých listech, nervatura listů přitom zůstává zelená (tvoří „šachovnici“). Vážně postižené listy mohou hnědnout a usychat. Mezi postižené rostliny patří brambory, jabloně, hrách, fazol, jetel, řepa a maliník.

#### Nedostatek mědi
Měď plní v rostlině funkci katalyzátoru, ačkoliv je poměrně toxická.
Relativně vysoká koncentrace Cu se objevuje v chloroplastech. Váže se na molekuly bílkovin a je složkou proteinu v chloroplastu. Mechanismus působení není dosud plně objasněn.
V případě nedostatku pro rostlinu přijatelné mědi dochází k zasychání vrcholků rostlin, listy žloutnou, jsou zkroucené, nejdříve bývají postiženy starší listy. Na mladých listech se projevuje nedostatek mědi jako chlorotické skvrny. Nedostatek mědi může být důvodem výrazně snížené plodnosti třešní. U jádrovin dochází k náhlému odumírání větví od vrcholu, okraje listů působí „spáleně“, vyskytuje se i chloróza a růžicovitost. Postiženy bývají zejména starší listy.

#### Nedostatek bóru
Bór příznivě ovlivňuje akumulaci fosforu v listech. Z úlohy metabolismu fosforu vyplývá i význam bóru ve vztahu k fotosyntéze. Nedostatek bóru má vliv na vegetativní a reprodukční růst rostlin, který má za následek inhibici buněčného růstu, odumírání pletiv a sníženou plodnost.
Symptomy zahrnují odumírání vegetačních vrcholů, zakrslý růst a může v extrémních případech zabránit plodnosti. Pupeny se špatně rozvíjí a po odkvětu hnědnou a odumírají.
Báze mladých listů terminálních pupenů jsou světle zelené, později se rozkládají, stonky a listy bývají zkroucené. Plody, dužnaté kořeny nebo stonky na povrchu praskají, často se vyskytují duté kořeny a plody, nebo se rozkládají uvnitř, vzniká tzv. srdéčková hniloba. Plody bývají deformované, skvrnité a sklovité.

#### Nedostatek molybdenu
Potřeba molybdenu je běžně velmi nízká. Molybden je v rostlině snadno pohyblivý. Při nedostatku jsou rostliny zakrnělé, může se objevit celková nebo mezižilková chloróza. U květáku jsou „nitkovité“ a deformované listy, vysleplá srdéčka a deformované růžice, u kapusty mohou být listy lžicovitě stočeny nahoru.

## Poškození rostlin pesticidy a hnojivy
Chemické látky používané při ochraně rostlin (pesticidy), ale i při jejich výživě (např. listová hnojiva) a pěstování (např. retartátory růstu) vykazují v určité koncentraci nebo při nevhodné aplikaci fytotoxicitu, tedy schopnost poškodit rostlinu. Nejčastější příčinou poškození pěstovaných rostlin je použití herbicidů, kdy jsou rostliny poškozovány úletem postřikové kapaliny, rezidui herbicidů v půdě nebo výparem účinné látky přípravku. Projevy poškození jsou závislé na druhu přípravku, jeho koncentraci a druhu poškozené rostliny. Je popsána i vyšší odrůdová citlivost vůči některým k látkám. Teplota ovlivňuje fytotoxicitu pesticidů např. sirnaté fungicidy jsou fytotoxické při t > 28 °C, některé akaricidy mohou být toxické při teplotách nad 25 °C, měďnaté fungicidy jsou fytotoxické za nízkých teplot a vysoké vlhkosti, růstové herbicidy mohou být fytotoxické za nižších teplot. Nejvyšší riziko poškození pesticidy je za vysoké vlhkosti, vysoké teploty a intenzivním slunečním záření.

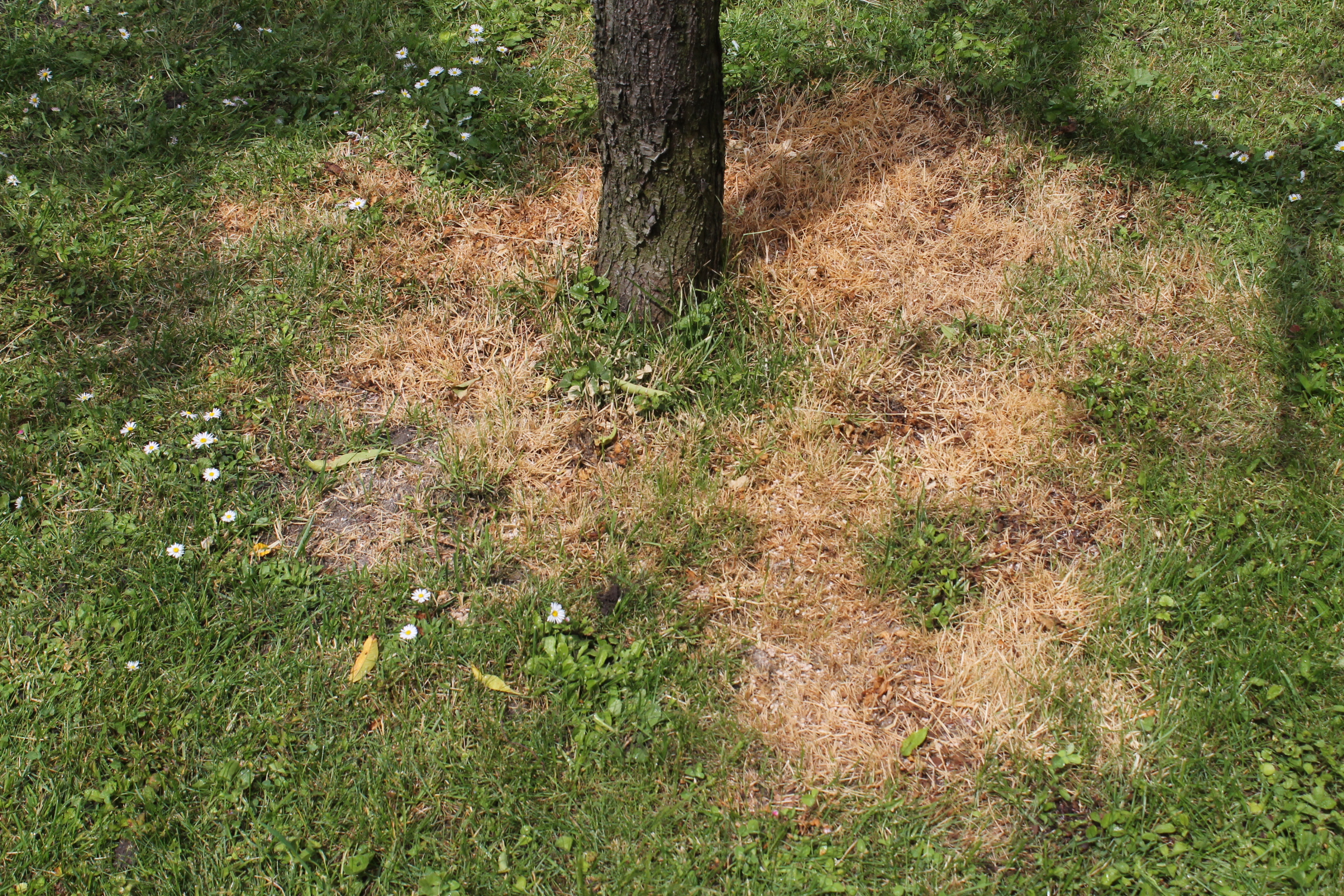
poškození trávníku aplikací koncentrovaného hnojiva NPK
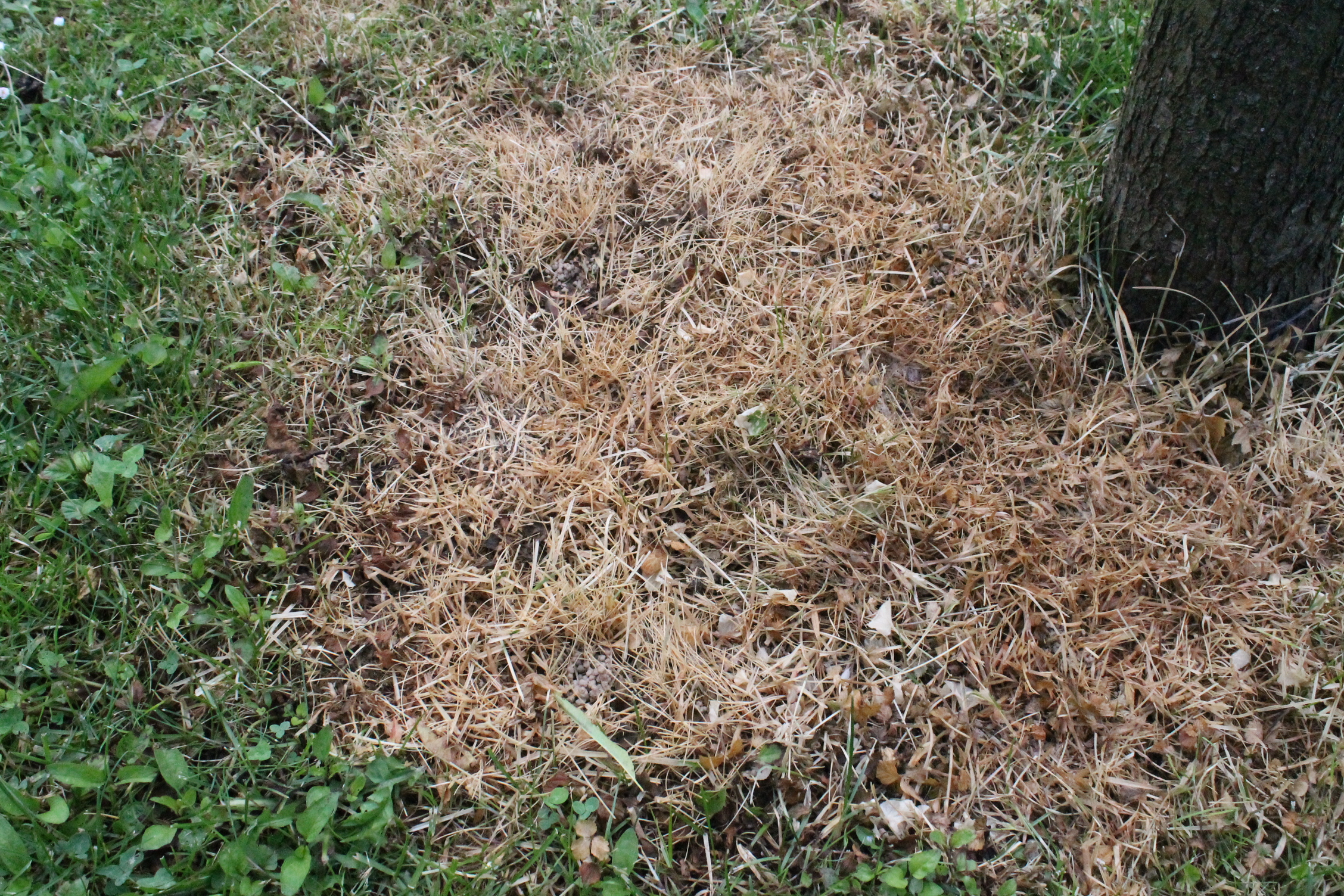
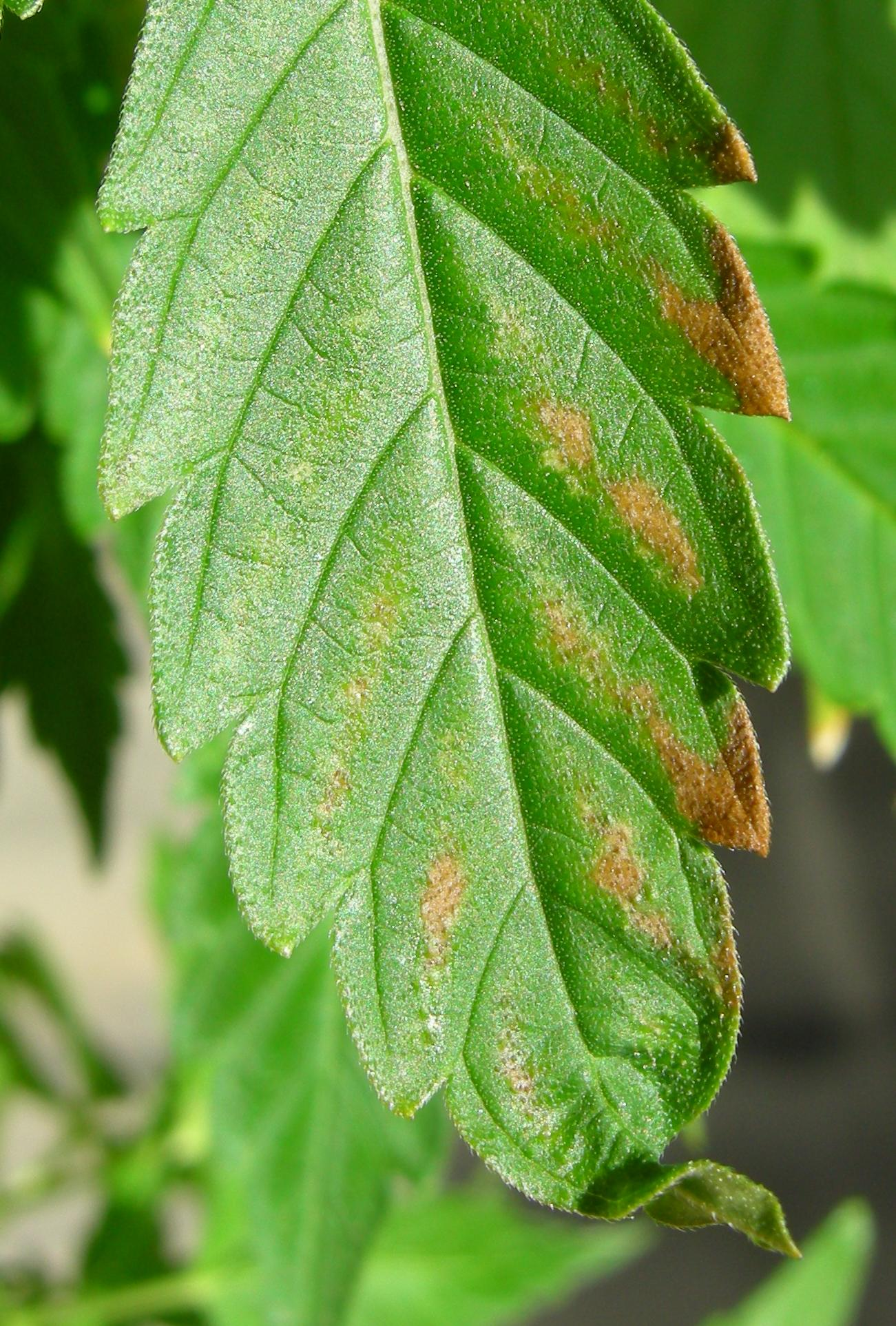
Poškození hnojivem u konopí Cannabis sativa